# Northrop Grumman MQ-8 Fire Scout
Le MQ-8 Fire Scout est un drone hélicoptère complètement automatique construit par Northrop Grumman pour l'Armée américaine.
À partir de mai 2011, trois MQ-8 Fire Scout sont déployés au nord de l'Afghanistan pour des missions de reconnaissance.

## Technologie
Le MQ-8B est basé sur l’hélicoptère léger Sikorsky S-333. Le 30 septembre 2011, le MQ-8B est devenu le premier drone à décollage vertical à voler au biocarburant en l'occurrence avec un mélange d'huile de cameline et de carburant JP5.
L’avionique du MQ-8B est utilisée pour la création du MQ-8C, un drone de taille plus importante basé sur le Bell 407.

## Dans l'US Navy
En 2012, le MQ-8B Fire Scout est le principal UAV en service dans la Marine des États-Unis. Son profil de mission lui permet d'utiliser le système AN/AAQ-33 de désignation de cibles. La version C aura un rôle de guerre électronique.
En 2014, 164 MQ-8B sont en service.

## Missions
- Ils peuvent, entre autres missions, détecter les champs de mines.